# Герб Намского наслега
Герб муниципального образования сельское поселение «Намский наслег» Верхневилюйского улуса Республики Саха (Якутия) Российской Федерации.
Герб утверждён Решением Намского наслежного Совета депутатов № 43-03 от 23 марта 2012 года.
Герб подлежит внесению в Государственный геральдический регистр Российской Федерации.

## Описание герба
«На основном фоне зелёного цвета изображены: в центре — золотой колос пшеницы, слева и справа колоса — золотые чороны».

## Описание символики
Герб отражает собой традиционно развитые в Намском наслеге отрасли сельского хозяйства, как молочное скотоводство и земледелие, которые сыграли исторически важную роль в судьбах многих людей во времена голодомора. Плодородная земля, земледельческие традиции являются особенными чертами наслега. В Намском наслеге в мире и согласии живут представители разных народов нашего государства и стран СНГ.
Изображения и цвета в Гербе символизируют:
Зелёный фон — символ плодородной земли, возрождения, дружбы и братства. Зелёный цвет олицетворяет также тюркское происхождение народа саха.
Золотой колос пшеницы — символ жизнеспособности, процветания.
Золотисто-коричневый чорон — символ изобилия
В главном символе — Гербе муниципального образования «Намский наслег» отражены его прошлое и настоящее, его добрые традиции, особенности, неповторимое своеобразие".

## История герба
Первый вариант герба Намского наслега был утвержден Решением наслежного Совета депутатов № 05-06 (05-03?) от 10 июня 2008 года "Об утверждении Положений о гербе и флаге муниципального образования «Намский наслег».
Герб имел следующее описание: "Герб представляет собой круг. На основном фоне зелёного цвета изображены: в центре — колос пшеницы ярко-золотистого цвета, справа колоса — шестерёнка серо-голубого цвета, слева колоса — чорон золотисто-коричневого цвета. По краю окружности по белому золотыми буквами сверху надписано «муниципальное образование», снизу — «Намский наслег».
По рекомендации Геральдического совета при Президенте РФ в первый вариант герба были внесены изменения, после чего герб и его новое описание были утверждены 23 марта 2012 года.